# Hrvatska građanska stranka
Željko Kerum-Hrvatska građanska stranka (HGS) jest politička stranka u Hrvatskoj koja okuplja pristaše bivšeg splitskoga gradonačelnika Željka Keruma. Osnovana je 25. rujna 2009., u Splitu, a Željko Kerum je izabran za prvog predsjednika.
Za izbore 2011. godine sklopila je koalicijski sporazum s HDZ-om te su na zajedničkim listama izabrana dva HGS-ova zastupnika u Sabor - Kerum i njegova sestra Nevenka Bečić. Uoči parlamentarnih izbora 2015. stranka je promijnenila ime u "Željko Kerum - HGS".

## Vanjska poveznica
- http://hgs.com.hr/